# Office Québec-Amériques pour la jeunesse
 (décembre 2019).
L'Office Québec-Amériques pour la jeunesse (OQAJ) est une organisation du gouvernement du Québec ayant pour but de développer, par la réalisation d’activités de formation à l’étranger, des relations entre les jeunes du Québec et ceux des autres peuples des Amériques en vue de favoriser la connaissance de leur culture respective, d’accroître les échanges et de susciter le développement de réseaux de coopération. (Tiré du site de l'OQAJ)

## Mission
En les aidant à réaliser une expérience formatrice à l’étranger, l’action de l’OQAJ vise essentiellement à améliorer les compétences et à favoriser le développement professionnel et personnel des jeunes.

## Programmes
L'OQAJ procède principalement au financement de projets sous l'égide de divers programmes :
- PRAXIS
- PORTFOLIO
- CURRICULUM
- PASSERELLE